# Scrophularia denaensis
Scrophularia denaensis är en flenörtsväxtart som beskrevs av Farideh Attar. Scrophularia denaensis ingår i släktet flenörter, och familjen flenörtsväxter. Inga underarter finns listade i Catalogue of Life.